# Bortnetunnel
Der Bortnetunnel (norwegisch Bortnetunnelen) ist ein einröhriger Straßentunnel im Verlauf des Fylkesvei 616 in der Kommune Bremanger der Provinz (Fylke) Vestland, Norwegen. Er verbindet das Dorf Bortnen im Norden mit dem Nordufer des Sees Sørdalsvatnet, etwa 8 km nordöstlich des Kommuneverwaltungssitzes Svelgen, im Süden.
Der 4758 Meter lange Tunnel wurde in den Jahren 2010 bis 2013 gebaut und im Mai 2013 für den Verkehr freigegeben. Er war Teil des Projekts, die Inseln Bremangerlandet und Frøya durch mehrere kleinere Brücken zwischen Frøya und Bremangerlandet, den 1902 m langen Skatestraumtunnel unter dem Skatestraumen zwischen Bremangerlandet und Rugsundøya, die 302 m lange Rugsundbrua über den Rugsundet zwischen Rugsundøya und dem Festland und schließlich den Bortnetunel mit Svelgen zu verbinden, und war der zweite und letzte Teilabschnitt dieses Projekts. Nach der Inbetriebnahme des Bortnetunnels wurde die Fährverbindung über den Frøysjøen-Sund von Smørhamn auf Bremangerlandet nach Kjelkenes auf dem Festland (etwa 8 km westlich von Svelgen) aufgegeben.
Da der Tunnel unter dem See Vingevatnet und östlich des 940 m hohen Bergs Vingekvarven verläuft, wurde er während der Planungs- und Bauzeit als Vingetunnel bezeichnet. Bei der endgültigen Namensgebung erhielt er auf Antrag der Gemeinde Bremanger den Namen Bortnetunnel, und der ältere und kürzere bisherige Bortnetunnel wurde in Holnestunnel umbenannt.